# 集二線
集二線（しゅうじせん）は、中華人民共和国内モンゴル自治区ウランチャブ市集寧区に位置する集寧南駅と同自治区シリンゴル盟エレンホト市に位置するエレン駅とを結ぶ中国国鉄の鉄道路線である。線路はエレン駅から先、エレンホト口岸を経てモンゴル国内に入り、ソ蒙中鉄道に連絡している。

## 概要
集寧南駅から人の少ない丘陵地帯や草原地帯を駆け抜け、終点のエレン駅に至る全長331kmに及ぶ路線である。沿線の環境は非常に厳しく、旱魃や凍結が半年に亘って起こっている。
従来、北京からモスクワに連絡するには満州里経由で浜州線を用いる他無かったが、この路線が開通する事により浜州線経由より1141km短縮して連絡出来る様になった。また、モンゴル国と中華人民共和国で軌道幅が異なるが、台車の履き替えはエレン駅で行っている。
路線は全線がフフホト鉄路局の管轄にある。

## 歴史
中華人民共和国建国後の1953年6月に開工し、1954年10月には標準軌の1435mmで試運転を行っている。その後、1955年10月にソビエト連邦とモンゴル人民共和国との国際輸送上の取り決めによって広軌の1524mmで整備し直され、同年12月に正式開業した。この時、全線右側通行と言う当時中華人民共和国内唯一の進行方向を取っていた。
翌1956年1月、モンゴルのソ蒙中鉄道と線路が繋がり、国際輸送が開始された。そして1960年代に入り、中ソ対立が激しくなると、ソ連による軍事介入を恐れた中華人民共和国側は、1965年10月に線路を再び標準軌に改軌した。